# Фон Бер, Антон
Макс Бернхард Антон фон Бер (нем. Max Bernhard Anton von Behr; 7 сентября 1849, Дёнхофштедт, Восточная Пруссия, Королевство Пруссия, ныне Дрогоше, гмина Барцяны, Польша — 8 марта 1931, Наумбург, Германское государство) — немецкий архитектор.
Сын протестантского священника. Окончил Берлинскую строительную академию. С 1874 года работал инспектором по строительству правительственных зданий в министерстве общественных работ Пруссии. В 1881 году сдал второй государственный экзамен, позволивший ему практиковать в качестве архитектора. В силу проявленных на экзамене исключительных знаний получил государственную стипендию для стажировки в Италии, где изучал творческое наследие Бальдассаре Перуцци.
По возвращении на службу получил первое задание, в 1883—1886 гг. спроектировав и построив (при участии своего начальника Фридриха Энделя) здание администрации округа Бреслау, которое ныне занимает вроцлавский Национальный музей. По окончании этой работы переведён на расширение и реконструкцию административных зданий округа Хильдесхайм. Во второй половине 1890 г. строительный инспектор района Гослар, на этом посту руководил, в частности, масштабной реставрацией императорского дворца в Госларе. В 1901—1904 гг. заведующий отделом строительства в администрации округа Кобленц, затем в 1904—1912 гг. — округа Трир (где занимался, в частности, реставрацией Трирского собора) и наконец в 1912—1919 гг. — округа Кёслин.
Опубликовал ряд статей об архитектурных сооружениях, с которыми соприкасался в ходе работы, и, отдельной брошюрой, «Римские архитектурные памятники в Трире и окрестностях» (нем. Die römischen Baudenkmäler in und um Trier – architektonische Betrachtungen über ihre Bedeutung und Instandhaltung; 1909).
Орден Красного орла IV класса (1908).